# الدار (حزم العدين)

تعديل مصدري - تعديل

الدار محلة تابعة لقرية المكداشة، التابعة لعزلة الاسلوم بمديرية حزم العدين إحدى مديريات محافظة إب في الجمهورية اليمنية، بلغ تعداد سكانها 50 حسب تعداد اليمن لعام 2004.